# Accordo di partenariato economico
Gli Accordi di Partenariato Economico o APE, sono accordi commerciali per lo sviluppo del  libero scambio tra l'UE e paesi noti con l'acronimo ACP (Africa, Caraibi e Pacifico). La trattativa è ancora in corso in alcuni paesi, ma altri hanno firmato accordi provvisori (Botswana, Swaziland, Lesotho, Mozambico in Africa del Sud, Camerun in Africa centrale e la Costa d'Avorio in Africa occidentale) o completa (Caraibi) (2009).
Questi accordi, che verranno stipulati ogni 5 anni, puntano a ridefinire le regole commerciali tra i due gruppi di paesi. Nascono in alternativa agli accordi multilaterali o bilaterali tra stati.
Nei primi mesi del 2007 gli accordi sono entrati in una fase piuttosto critica. Sei gruppi sub-regionali dei paesi ACP sono entrati nella fase 2; il risultato è stata una serie di nuovi Accordi di Libero Mercato (ALS) che hanno sostituito le precedenti Convenzione di Lomé e Convenzione di Cotonou per l'accesso preferenziale al mercato Europeo per i paesi ACP a partire dal 2008.

## Mappa

I raggruppamenti dei paesi ACP introdotti dalla Convenzione di Cotonou:
Gruppo caraibico
Gruppo africano orientale e meridionale
Gruppo pacifico
Gruppo africano occidentale
Gruppo africano meridionale
Gruppo africano centrale
Gruppo africano orientale

Gruppo caraibico
     Gruppo africano orientale e meridionale
     Gruppo pacifico
     Gruppo africano occidentale
     Gruppo africano meridionale
     Gruppo africano centrale
     Gruppo africano orientale

## Critiche agli APE
Critiche agli APE sono state mosse dal Movimento no-global che afferma:
1. Sono accordi economici liberisti che l'Europa vuole imporre all'Africa entro il primo gennaio del 2008. I paesi produttori Europei chiedono ai governi dei paesi in via di sviluppo la cancellazione di qualunque dazio in modo da proteggere i propri prodotti.
2. La produzione destinata all'esportazione nei paesi Europei è in realtà finanziata dai governi e quindi lo scenario commerciale che si prefigura con l'adozione degli APE. è assolutamente a sfavore dei paesi in via di sviluppo già fortemente penalizzati da un modello economico senza regole.
3. L'agenzia delle Nazioni Unite ha fatto uno studio [senza fonte] per simulare gli effetti del primo anno di applicazione degli APE.: il Burundi perderebbe 19 milioni di dollari pari al 3% del PIL, il Kenya 300 milioni.

## Approfondimenti
World Social Forum 2007 - Intervista a Vittorio Agnoletto https://web.archive.org/web/20070609130409/http://www.arcoiris.tv/modules.php?name=Downloads
sito di TradeWatch - osservatorio sull'economia globale e sul commercio internazionale
https://web.archive.org/web/20070715065544/http://www.tradewatch.it/osservatorio/